# March of the Zapotec/Holland EP
Albums de Beirut
The Flying Club Cup
(2007) The Rip Tide
(2011)
March Of The Zapotec/Holland est un double EP de Beirut, sorti le 17 février 2009.
Sa sortie sur la plateforme de téléchargement iTunes a cependant été avancée au 27 janvier 2009 à la suite de fuites sur des réseaux peer-to-peer.

## Liste des titres

### March of the Zapotec
1. El Zocalo - 0:29
2. La Llorona - 3:34
3. My Wife - 2:11
4. The Akara - 3:54
5. On a Bayonet - 1:41
6. The Shrew - 3:44

### Holland
1. My Night With the Prostitute from Marseille - 3:07
2. My Wife, Lost in the Wild - 3:13
3. Venice - 4:02
4. The Concubine - 3:28
5. No Dice - 5:24